# Kivijärvi (sjö i Finland, Mellersta Österbotten)
Kivijärvi är en liten sjö i Finland.   Den ligger i kommunen Toholampi i landskapet Mellersta Österbotten. Kivijärvi  ligger 101,5 meter över havet. I omgivningarna runt Kivijärvi  växer i huvudsak blandskog.